# Grumete (colonización)

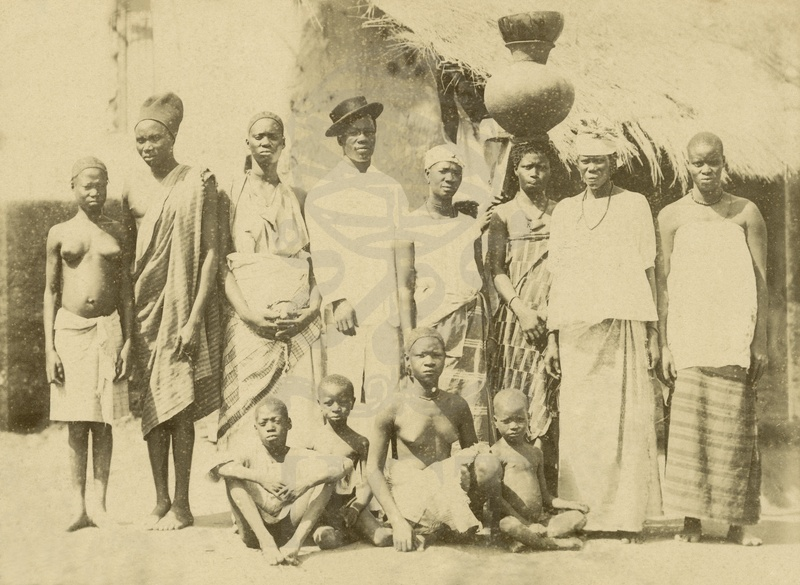
Grupo de grumetes en la Guinea Portuguesa en 1892.

Un grumete, en el contexto de la colonización portuguesa de África Occidental, era un nativo africano que, atraído por una factoría portuguesa, por necesidad, interés o curiosidad, establecía contacto con los portugueses, terminando por asimilar sus hábitos y comportamientos, y aprendiendo a utilizar el criollo guineano. 
Los grumetes eran cristianos, y adquirían un estatus intermedio entre los 'indígenas' y los 'civilizados'. En su mayoría eran de las etnias de los papeles y los manjacos, siendo reclutados tanto para servicios auxiliares a bordo de barcos, por lo que se les conocía como 'grumetes', o para trabajar en tierra como criados y sirvientes.
Los grumetes ejercían sus oficios o prestaban servicios a los colonos portugueses, ya fuese como criados, mozos de fletes o sirvientes, realizando diversas tareas y trabajos sueltos, que les eran distribuidos según sus habilidades y destrezas. Ganándose la vida, recibían su retribución en dinero, en especie, o en bienes de uso personal que les pudiesen interesar. Trabajaban durante el día en el interior de la ciudadela colonial, y solo pasaban la noche allí si el servicio que realizaban lo requería. Una vez terminado su trabajo, solían regresar, por la noche, a su vivienda 'chão', conviviendo en su aldea. Las mujeres trabajaban como vendedoras, sirvientas, lavanderas o planchadoras, entre otras funciones.
Iban a misa, se bautizaban y asumían su cristiandad.
Las localidades guineanas con mayor número de grumetes fueron, sobre todo, Bisáu, la capital, y Cacheu, aunque también había en Bolama.